# Saint-Martin-Curton
Saint-Martin-Curton är en kommun i departementet Lot-et-Garonne i regionen Nouvelle-Aquitaine i sydvästra Frankrike. Kommunen ligger i kantonen Casteljaloux som tillhör arrondissementet Nérac. År 2022 hade Saint-Martin-Curton 305 invånare.

## Befolkningsutveckling
Antalet invånare i kommunen Saint-Martin-Curton
| Referens: INSEE |